# Spring Garden
Spring Garden és una concentració de població designada pel cens dels Estats Units a l'estat de Califòrnia. Segons el cens del 2000 tenia 55 habitants.

## Demografia
Segons el cens del 2000, Spring Garden tenia 55 habitants, 23 habitatges, i 14 famílies. La densitat de població era de 33,2 habitants/km².
Dels 23 habitatges en un 17,4% hi vivien nens de menys de 18 anys, en un 47,8% hi vivien parelles casades, en un 8,7% dones solteres, i en un 39,1% no eren unitats familiars. En el 34,8% dels habitatges hi vivien persones soles el 13% de les quals corresponia a persones de 65 anys o més que vivien soles. El nombre mitjà de persones vivint en cada habitatge era de 2,39 i el nombre mitjà de persones que vivien en cada família era de 2,93.
Per edats la població es repartia de la següent manera: un 23,6% tenia menys de 18 anys, un 3,6% entre 18 i 24, un 18,2% entre 25 i 44, un 43,6% de 45 a 60 i un 10,9% 65 anys o més.
L'edat mediana era de 46 anys. Per cada 100 dones de 18 o més anys hi havia 133,3 homes.
La renda mediana per habitatge era de 30.179 $ i la renda mediana per família de 30.179 $. Els homes tenien una renda mediana de 0 $ mentre que les dones 21.250 $. La renda per capita de la població era de 12.062 $. Cap de les famílies estaven per davall del llindar de pobresa.

## Poblacions més properes
El següent diagrama mostra les poblacions més properes.